# Sphingulus
Sphingulus é um gênero de mariposa pertencente à família Bombycidae.

## Descrição

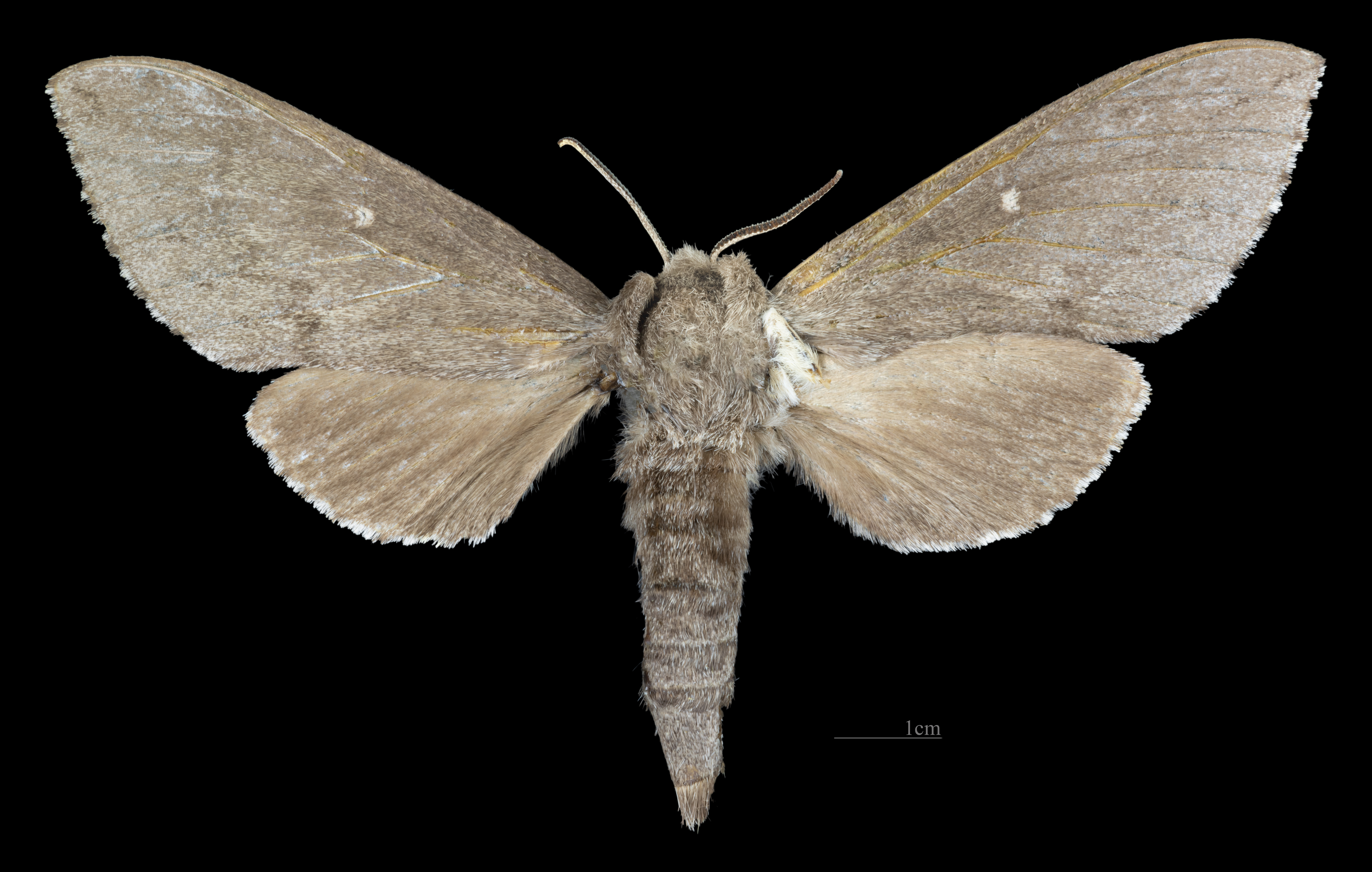
Sphingulus mus ♀
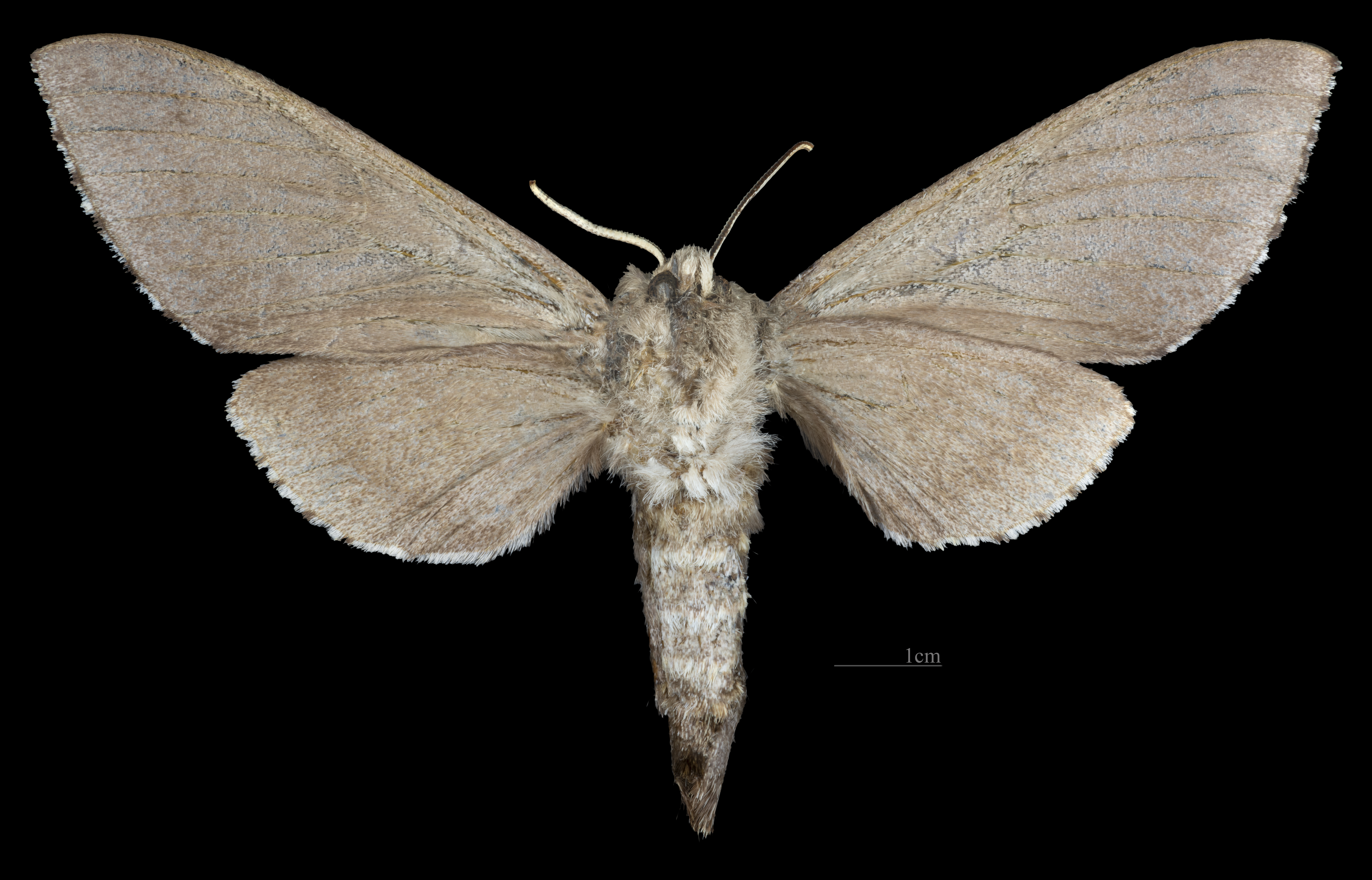
Sphingulus mus ♀ △